# Boa Ngolo
Pour les articles homonymes, voir Boa (homonymie) et Ngolo.
Boa Ngolo est une localité du Cameroun, située dans l'arrondissement de Mundemba, le département du Ndian et la Région du Sud-Ouest.

## Population
La localité comptait 70 habitants en 1953, 122 en 1968-1969, 53 en 1972, principalement des Ngolo du groupe Oroko, d'où son nom.
Lors du recensement national de 2005, Boa Ngolo comptait 50 habitants.